# Lijst van voetbalinterlands IJsland - Letland
Deze lijst van voetbalinterlands is een overzicht van alle officiële voetbalwedstrijden tussen de nationale teams van IJsland en Letland. De landen speelden tot op heden zeven keer tegen elkaar, te beginnen met een vriendschappelijke wedstrijd op 19 augustus 1998 in Reykjavik. De laatste ontmoeting, eveneens een vriendschappelijke wedstrijd, vond plaats in Riga op 19 november 2022.

## Wedstrijden
| № | Plaats    | Datum            | Competitie           | Wedstrijd         | Uitslag |
| - | --------- | ---------------- | -------------------- | ----------------- | ------- |
| 1 | Reykjavik | 19 augustus 1998 | Vriendschappelijk    | IJsland – Letland | 4 – 1   |
| 2 | Riga      | 28 april 2004    | Vriendschappelijk    | Letland – IJsland | 0 – 0   |
| 3 | Riga      | 7 oktober 2006   | EK 2008 kwalificatie | Letland – IJsland | 4 – 0   |
| 4 | Reykjavik | 13 oktober 2007  | EK 2008 kwalificatie | IJsland – Letland | 2 – 4   |
| 5 | Riga      | 10 oktober 2014  | EK 2016 kwalificatie | Letland – IJsland | 0 – 3   |
| 6 | Reykjavik | 10 oktober 2015  | EK 2016 kwalificatie | IJsland – Letland | 2 – 2   |
| 7 | Riga      | 19 november 2022 | Vriendschappelijk    | Letland − IJsland | 1 − 1   |

## Samenvatting
| Competitie        | Totaal gespeeld | Winst IJsland | Gelijk | Winst Letland | Doelsaldo IJsland – Letland |
| ----------------- | --------------- | ------------- | ------ | ------------- | --------------------------- |
| EK-kwalificatie   | 4               | 1             | 1      | 2             | 7 − 10                      |
| Vriendschappelijk | 3               | 1             | 2      | 0             | 5 − 2                       |
| Totaal            | 7               | 2             | 3      | 2             | 12 − 12                     |

## Details

### Eerste ontmoeting
| Vriendschappelijk (Reykjavik, IJsland, 19 augustus 1998):                                                        |       |                      |
| IJsland | 4 – 1 | Letland              |
| Þórður Guðjónsson 49' Þórður Guðjónsson 54' Ríkharður Daðason 61' Auðun Helgason 90'                             | goals | 49' Aleksejs Šarando |
| - Debuut van Árni Arason en Auðun Helgason voor IJsland. - Debuut van Andrejs Lapsa (FK Ventspils) voor Letland. |       |                      |

### Tweede ontmoeting
| Vriendschappelijk (Riga, Letland, 28 april 2004): |       |         |
| Letland                                           | 0 – 0 | IJsland |
|                                                   | goals |         |

### Derde ontmoeting
| EK 2008 kwalificatie (Riga, Letland, 7 oktober 2006):                                   |       |         |
| Letland                                                                                 | 4 – 0 | IJsland |
| Ģirts Karlsons 17' Māris Verpakovskis 18' Māris Verpakovskis 28' Aleksejs Višņakovs 54' | goals |         |

### Vierde ontmoeting
| EK 2008 kwalificatie (Riga, Letland, 13 oktober 2007): |       |                                                                                  |
| IJsland                                                | 2 – 4 | Letland                                                                          |
| Eiður Guðjohnsen 4' Eiður Guðjohnsen 53'               | goals | 27' Oskars Kļava 31' Juris Laizāns 37' Māris Verpakovskis 46' Māris Verpakovskis |
| - Debuut van Jurijs Žigajevs (FK Rīga) voor Letland.   |       |                                                                                  |

### Vijfde ontmoeting
| EK 2016 kwalificatie (scheidsrechter Robert Schörgenhofer, Riga, 10 oktober 2014): |              | |
| Letland | 0 – 3        | IJsland |
| | goals        | 66' Gylfi Sigurðsson 77' Aron Gunnarsson 90' Rúrik Gíslason |
| Marian Pahars | bondscoach   | Lars Lagerbäck Heimir Hallgrímsson |
| Aleksandrs Koļinko Kaspars Gorkšs Vladislavs Gabovs Nauris Bulvītis Kaspars Dubra Aleksandrs Fertovs Ritvars Rugins 63' Andrejs Kovaļovs 81' Viktors Morozs Artjoms Rudņevs Valerijs Šabala 81' | opstellingen | Hannes Þór Halldórsson Ragnar Sigurðsson Ari Skúlason Birkir Bjarnason Kári Árnason 87' Emil Hallfreðsson Aron Gunnarsson Teddy Bjarnason 80' Gylfi Sigurðsson Kolbeinn Sigþórsson 77' Jón Böðvarsson |
| Gints Freimanis 63' Aleksejs Višņakovs 81' Eduards Višņakovs 81' | wissels      | 77' Alfreð Finnbogason 80' Ólafur Skúlason 87' Rúrik Gíslason |
| Nauris Bulvītis 89' Aleksandrs Fertovs 90+8' | gele kaarten | |
| Artjoms Rudņevs 43', 55' | rode kaarten | |

### Zesde ontmoeting
| EK 2016 kwalificatie (scheidsrechter Aleksej Jeskov, Reykjavík, 10 oktober 2015): |              | |
| IJsland | 2 – 2        | Letland |
| Kolbeinn Sigþórsson 5' Gylfi Sigurðsson 27' | goals        | 49' Aleksandrs Cauņa 68' Valerijs Šabala |
| Lars Lagerbäck Heimir Hallgrímsson | bondscoach   | Marian Pahars |
| Hannes Þór Halldórsson Ragnar Sigurðsson Birkir Sævarsson Birkir Bjarnason Ari Skúlason Kári Árnason 18' Emil Hallfreðsson Jóhann Guðmundsson Gylfi Sigurðsson Kolbeinn Sigþórsson Alfreð Finnbogason 65' | opstellingen | Andris Vaņins Kaspars Gorkšs Vladislavs Gabovs Kaspars Dubra Vitālijs Maksimenko 78' Igors Tarasovs Aleksandrs Cauņa 65' Aleksejs Višņakovs 85' Artūrs Zjuzins Valerijs Šabala Deniss Rakels |
| Sölvi Ottesen 18' Eiður Guðjohnsen 65' | wissels      | 65' Artūrs Karašausks 78' Oļegs Laizāns 85' Jānis Ikaunieks |
| Alfreð Finnbogason 23' Ragnar Sigurðsson 78' | gele kaarten | 57' Igors Tarasovs 75' Vitālijs Maksimenko |

KSÍ · A-internationals · Bondscoaches · Statistieken · IJslands vrouwenelftal · Olympisch elftal · IJsland U21 · IJsland U20 · IJsland U19 · IJsland U18 · IJsland U17 · IJsland U16 · Vrouwen U17
1946 – 1949 · 1950 – 1959 · 1960 – 1969 · 1970 – 1979 · 1980 – 1989 · 1990 – 1999 · 2000 – 2009 · 2010 – 2019 · 2020 − 2029
EK 2016
WK 2018
1946 · 1947 · 1948 · 1949 · 1950 · 1951 · 1952 · 1953 · 1954 · 1955 · 1956 · 1957 · 1958 · 1959 · 1960 · 1961 · 1962 · 1963 · 1964 · 1965 · 1966 · 1967 · 1968 · 1969 · 1970 · 1971 · 1972 · 1973 · 1974 · 1975 · 1976 · 1977 · 1978 · 1979 · 1980 · 1981 · 1982 · 1983 · 1984 · 1985 · 1986 · 1987 · 1988 · 1989 · 1990 · 1991 · 1992 · 1993 · 1994 · 1995 · 1996 · 1997 · 1998 · 1999 · 2000 · 2001 · 2002 · 2003 · 2004 · 2005 · 2006 · 2007 · 2008 · 2009 · 2010 · 2011 · 2012 · 2013 · 2014 · 2015 · 2016 · 2017 · 2018 · 2019 · 2020 · 2021 · 2022 · 2023 · 2024
Albanië ·
Andorra ·
Argentinië ·
Armenië ·
Azerbeidzjan ·
Bahrein ·
België ·
Bermuda ·
Bolivia ·
Bosnië en Herzegovina ·
Brazilië ·
Bulgarije ·
Canada ·
Chili ·
China ·
Cyprus ·
Denemarken ·
DDR ·
Duitsland ·
El Salvador ·
Engeland ·
Estland ·
Faeröer ·
Finland ·
Frankrijk ·
Georgië ·
Ghana ·
Griekenland ·
Guatemala ·
Honduras ·
Hongarije ·
Ierland ·
India ·
Iran ·
Israël ·
Italië ·
Japan ·
Kazachstan ·
Koeweit ·
Kosovo ·
Kroatië ·
Letland ·
Liechtenstein ·
Litouwen ·
Luxemburg ·
Malta ·
Mexico ·
Moldavië ·
Montenegro ·
Nederland ·
Nigeria ·
Noord-Ierland ·
Noord-Macedonië ·
Noorwegen ·
Oeganda ·
Oekraïne ·
Oostenrijk ·
Peru · 
Polen ·
Portugal ·
Qatar ·
Roemenië ·
Rusland ·
San Marino ·
Saoedi-Arabië ·
Schotland ·
Slovenië ·
Slowakije ·
Sovjet-Unie ·
Spanje ·
Trinidad en Tobago ·
Tsjechië ·
Tsjecho-Slowakije ·
Tunesië ·
Turkije ·
Venezuela ·
Verenigde Arabische Emiraten ·
Verenigde Staten ·
Wales ·
Wit-Rusland ·
Zuid-Afrika ·
Zuid-Korea ·
Zweden ·
Zwitserland
Argentinië (2018) ·
Engeland (2016) · 
Hongarije (2016) ·
Kroatië (2018) ·
Nigeria (2018) · 
Portugal (2016)
LFF · A-internationals · Bondscoaches · Statistieken · Lets vrouwenelftal · Olympisch elftal · Letland U21 · Letland U20 · Letland U19 · Letland U18 · Letland U17 · Letland U16
1922 – 1929 ·
1930 – 1940 ·
1950 – 1989 · 
1990 – 1999 ·
2000 – 2009 ·
2010 – 2019 ·
2020 – 2029
EK 1996 · 
EK 2000 · 
EK 2004 · 
EK 2008 · 
EK 2012
WK 1994 · 
WK 1998 · 
WK 2002 · 
WK 2006 · 
WK 2010 · 
WK 2014
OS 1924
1922 · 
1923 · 
1924 · 
1925 · 
1926 · 
1927 · 
1928 · 
1929 · 
1930 · 
1931 · 
1932 · 
1933 · 
1934 · 
1935 · 
1936 · 
1937 · 
1938 · 
1939 · 
1940 · 
1941 · 
1942 · 
1943 · 1944 · 
1945 · 
1946 · 
1947 · 
1948 · 
1949 · 
1950 – 1990 · 
1991 · 
1992 · 
1993 · 
1994 · 
1995 · 
1996 · 
1997 · 
1998 · 
1999 · 
2000 · 
2001 · 
2002 · 
2003 · 
2004 · 
2005 · 
2006 · 
2007 · 
2008 · 
2009 · 
2010 · 
2011 · 
2012 · 
2013 · 
2014 · 
2015 · 
2016 · 
2017 ·
2018 ·
2019 ·
2020 ·
2021 ·
2022
Albanië ·
Andorra ·
Angola ·
Armenië ·
Azerbeidzjan ·
Bahrein ·
België ·
Bolivia ·
Bosnië en Herzegovina ·
Brazilië ·
Bulgarije ·
China ·
Cyprus ·
Denemarken ·
Duitsland ·
Estland ·
Faeröer · 
Finland ·
Frankrijk ·
Georgië ·
Ghana ·
Gibraltar ·
Griekenland ·
Honduras ·
Hongarije ·
Ierland ·
IJsland ·
Israël ·
Japan ·
Kazachstan ·
Koeweit ·
Kosovo ·
Kroatië ·
Liechtenstein ·
Litouwen ·
Luxemburg ·
Malta ·
Moldavië ·
Montenegro ·
Nederland ·
Noord-Ierland ·
Noord-Korea ·
Noord-Macedonië ·
Noorwegen ·
Oekraïne ·
Oezbekistan · 
Oman ·
Oostenrijk ·
Polen ·
Portugal ·
Qatar ·
Roemenië · 
Rusland ·
San Marino ·
Saoedi-Arabië ·
Schotland ·
Slovenië ·
Slowakije ·
Spanje ·
Thailand ·
Tsjechië ·
Tunesië ·
Turkije ·
Verenigde Staten ·
Wales ·
Wit-Rusland ·
Zuid-Korea ·
Zweden ·
Zwitserland